# أولاد علال (أولاد سعيد)
أولاد علال هي إحدى مشيخات المملكة المغربية، تتبع جغرافيا لإقليم سطات وإداريًا لأولاد سعيد. يقدر عدد سكانها بـ 2090 نسمة حسب الإحصاء الرسمي للسكان والسكنى لسنة 2004.